# Amatori Hockey Lodi 1988-1989
Questa voce raccoglie le informazioni riguardanti l'Amatori Hockey Lodi nelle competizioni ufficiali della stagione 1988-1989.

## Maglie e sponsor
Lo sponsor ufficiale per la stagione 1988-1989 fu Faip.
| 1ª divisa | 2ª divisa | 1ª div. portiere |

## Organigramma societario
- Presidente: Gianni Carminati

## Organico

### Giocatori
| N° | Naz.                 | Ruolo | Sportivo             |  |  |  |
| -- | -------------------- | ----- | -------------------- |  |  |  |
| 1  | Italia (bandiera)    | P     | Pierangelo Baffelli  |  |  |  |
| 2  | Italia (bandiera)    | E     | Roberto Citterio     |  |  |  |
| 3  | Italia (bandiera)    | E     | Fenocchi             |  |  |  |
| 4  | Argentina (bandiera) | E     | Mario Valentín Rubio |  |  |  |
| 6  | Argentina (bandiera) | E     | Nelson Jaime         |  |  |  |
| 7  | Italia (bandiera)    | E     | Sergio Bolognesi     |  |  |  |
| 8  | Italia (bandiera)    | E     | Massimo Nava         |  |  |  |
| 9  | Italia (bandiera)    | E     | Aldo Belli           |  |  |  |
| 10 | Italia (bandiera)    | P     | Roberto Saccò        |  |  |  |

### Staff tecnico
- Allenatore:  Aldo Belli